# Plaza de la Candelaria (Santa Cruz de Tenerife)

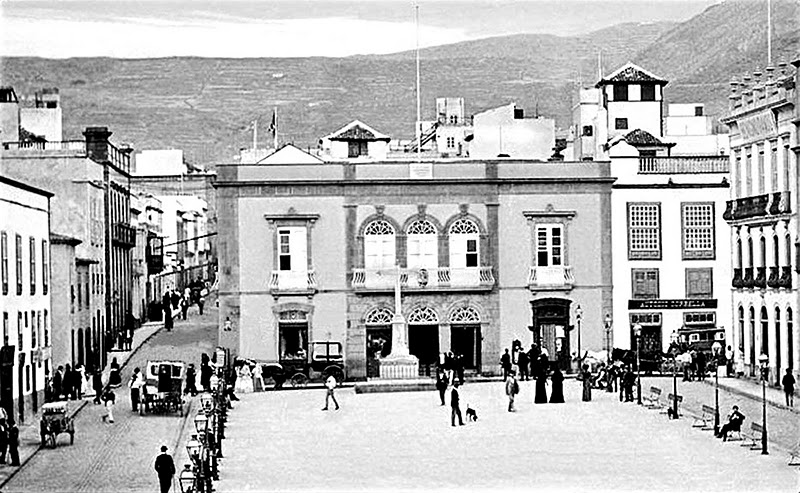
Plaza de la Candelaria en 1890

La plaza de la Candelaria es una plaza situada en la ciudad de Santa Cruz de Tenerife (Tenerife, Islas Canarias, España) que se encuentra situada junto a la Plaza de España. En la plaza están ubicados varios edificios conocidos y emblemáticos de la capital; destacándose el Palacio de Carta y el Casino de Tenerife. Después de la Plaza de España, la Plaza de la Candelaria es la segunda más importante de la ciudad.
En la plaza se encuentra el monumento del Triunfo de la Candelaria, también llamado Obelisco de La Candelaria, que es uno de los principales monumentos escultóricos de la ciudad, y está dedicado a la Virgen de Candelaria, Patrona de Canarias, de la que toma nombre esta plaza. La plaza en sí ha tenido varios nombres, entre ellos: Plaza del Castillo, por el desaparecido Castillo de San Cristóbal, Plaza de la Pila, cuando recibe la Pila (primer ornato escultórico de Santa Cruz) en su recinto, Plaza Real, Plaza de la Constitución y, ya finalmente, en 1939 recibe su actual nombre de Plaza de la Candelaria.
En la actualidad, durante el mes de mayo se realiza una ofrenda folclórica y floral a los pies del monumento del Triunfo de la Candelaria, en conmemoración de las "Fiestas de Mayo" que celebra el aniversario de la fundación de la ciudad de Santa Cruz de Tenerife. 

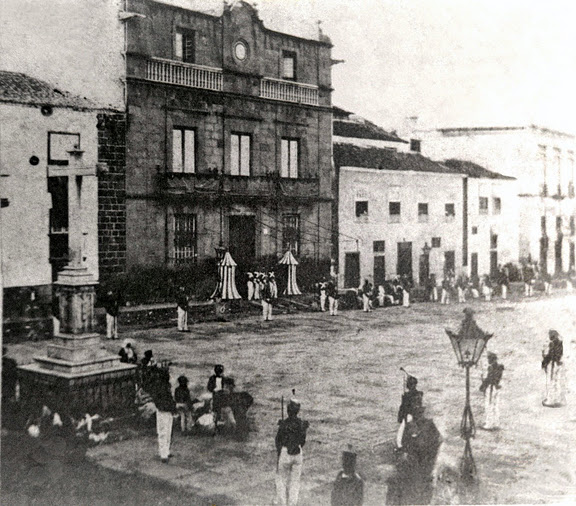
Plaza de la Candelaria en 1864. Palacio de Carta.
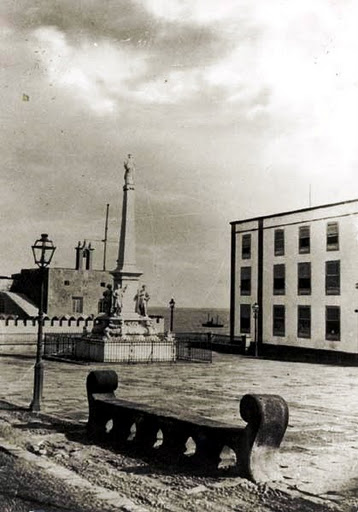
Foto de la plaza tomada entre 1880 y 1885. Al fondo el Castillo de San Cristóbal.
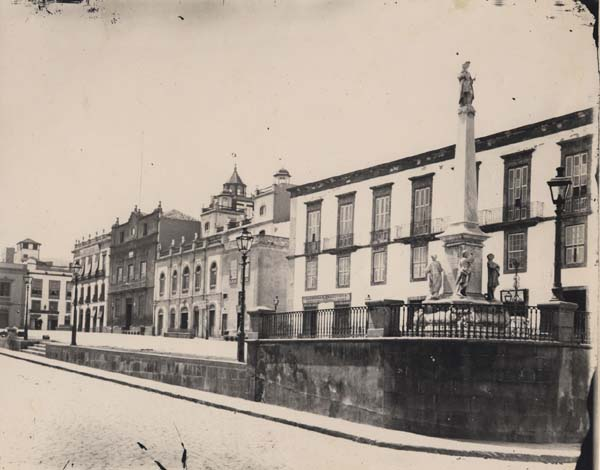
Foto de la plaza tomada entre 1890 y 1895.
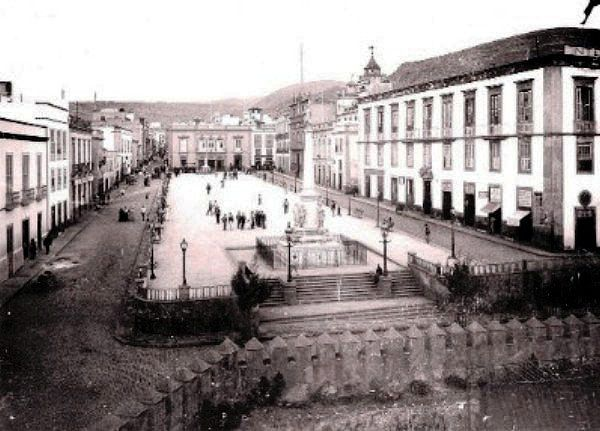
La plaza en 1870. En primer plano los muros del Castillo de San Cristóbal.
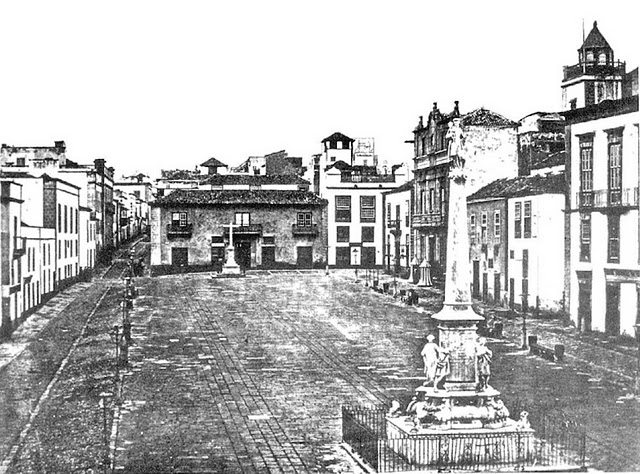
La plaza en 1875.
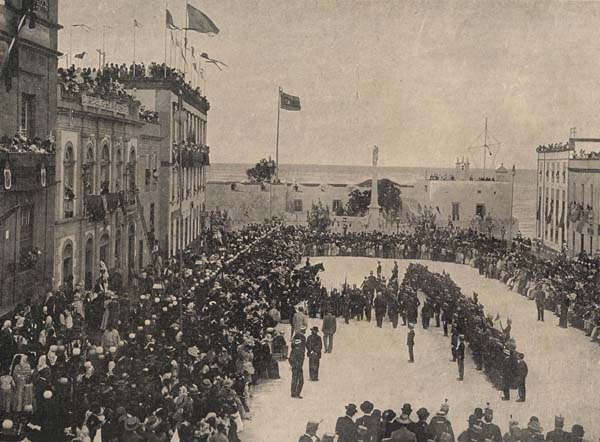
Foto de 1897. Celebración en la plaza del primer centenario de la derrota de Nelson.
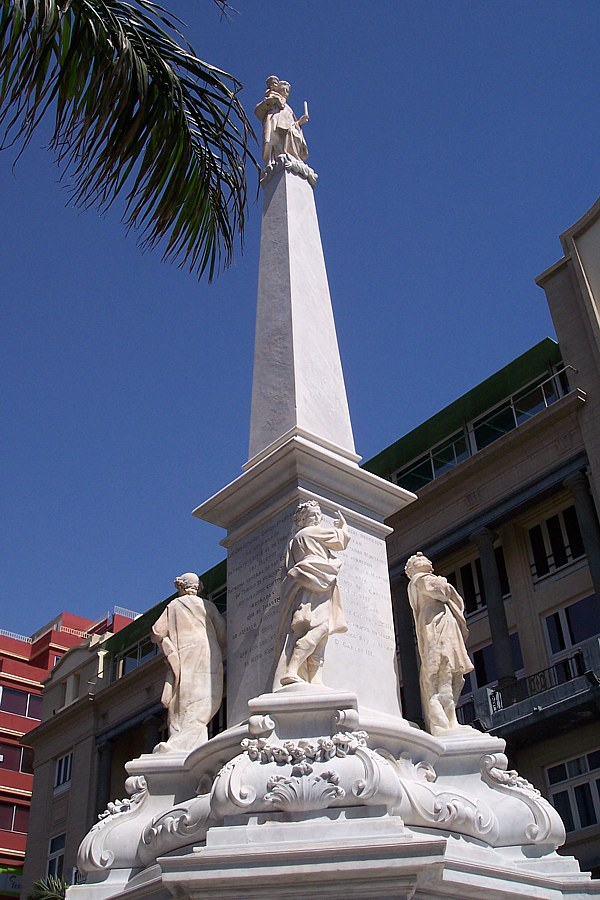
Triunfo de la Candelaria, monumento en honor a la Virgen de Candelaria.
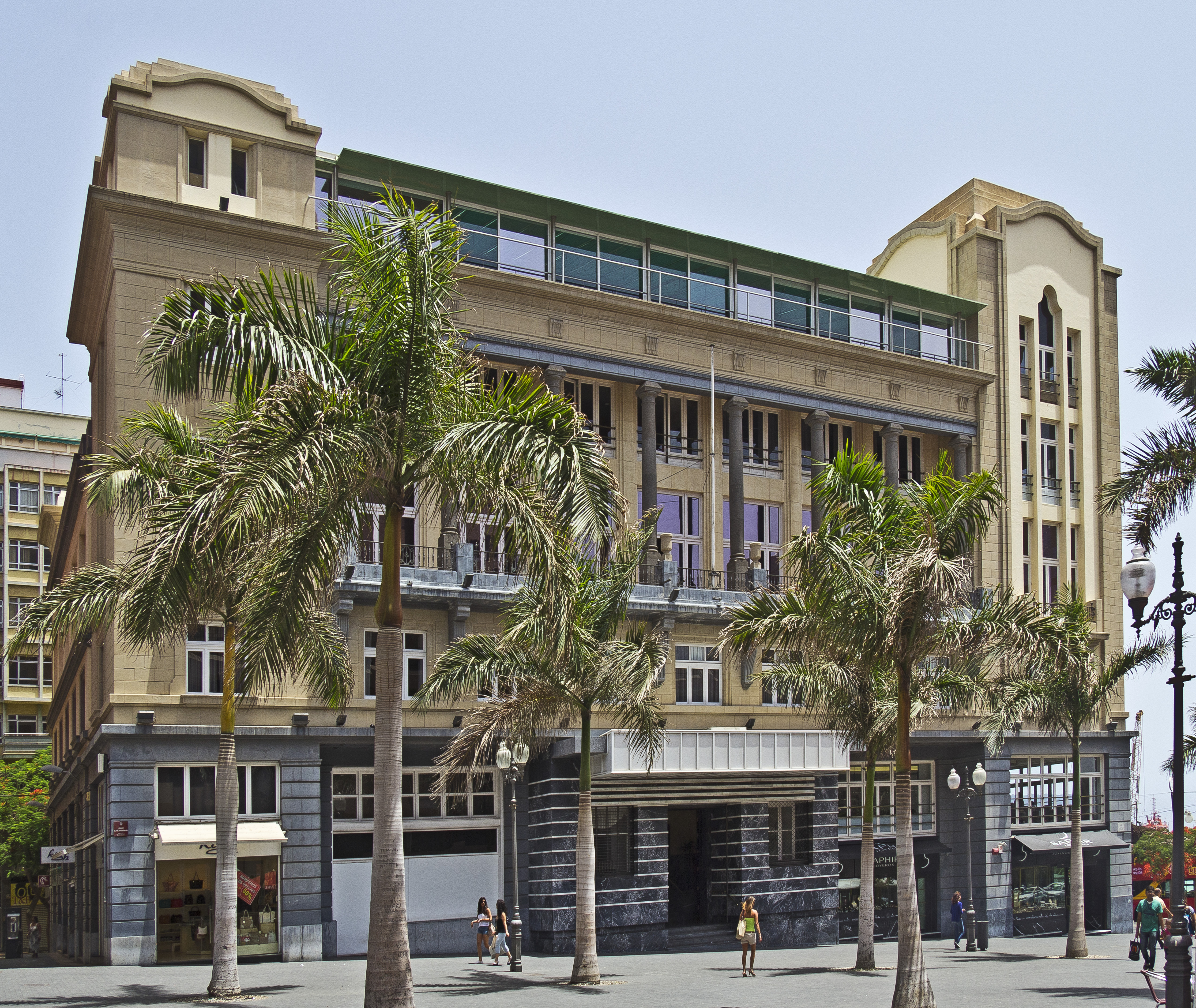
Casino de Tenerife.
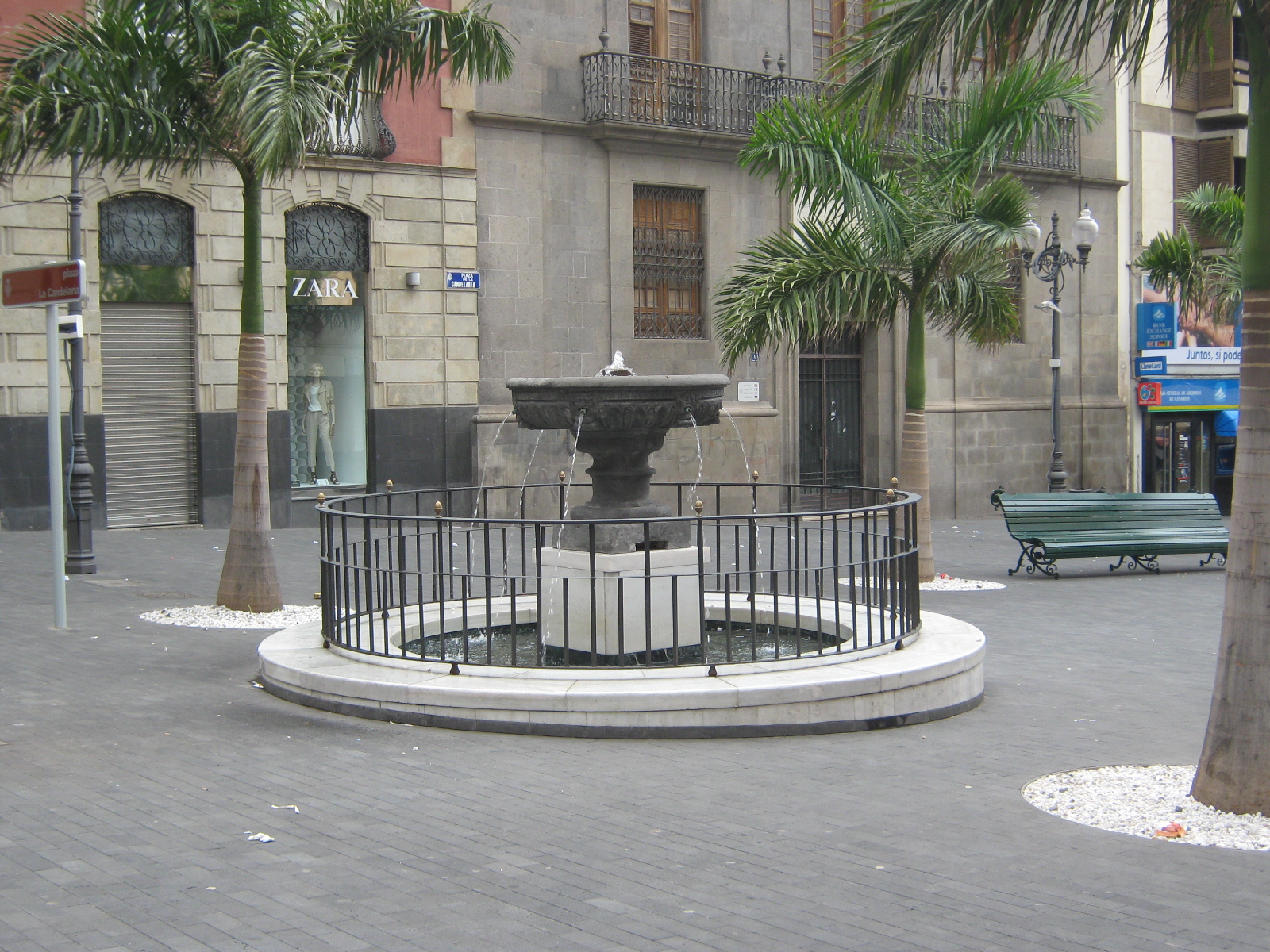
Fuente de la plaza.